# كارلوس أندريه (لاعب كرة قدم)
كارلوس أندريه (15 أبريل 1982 بسيتوبال في البرتغال - ) هو لاعب كرة قدم برتغالي في مركز جناح ‏. لعب مع أتليتيكو كلوب دي برتغال وأولمبياكوس نيقوسيا ونادي فيتوريا سيتوبال وأتلتيكو كاسا بيا ودوكسا كاتوكوبياس ‏ ونادي إيسبينهو وC.D. Pinhalnovense ‏ وF.C. da Madalena ‏ وأوليفيرا دو هوسبيتال وTyrnavos 2005 F.C. ‏.

## وصلات خارجية
- كارلوس أندريه على موقع قاعدة بيانات كرة القدم.إي يو (الإنجليزية)
- كارلوس أندريه على موقع Soccerway.com (الإنجليزية)